# ジョン・シルベスタ

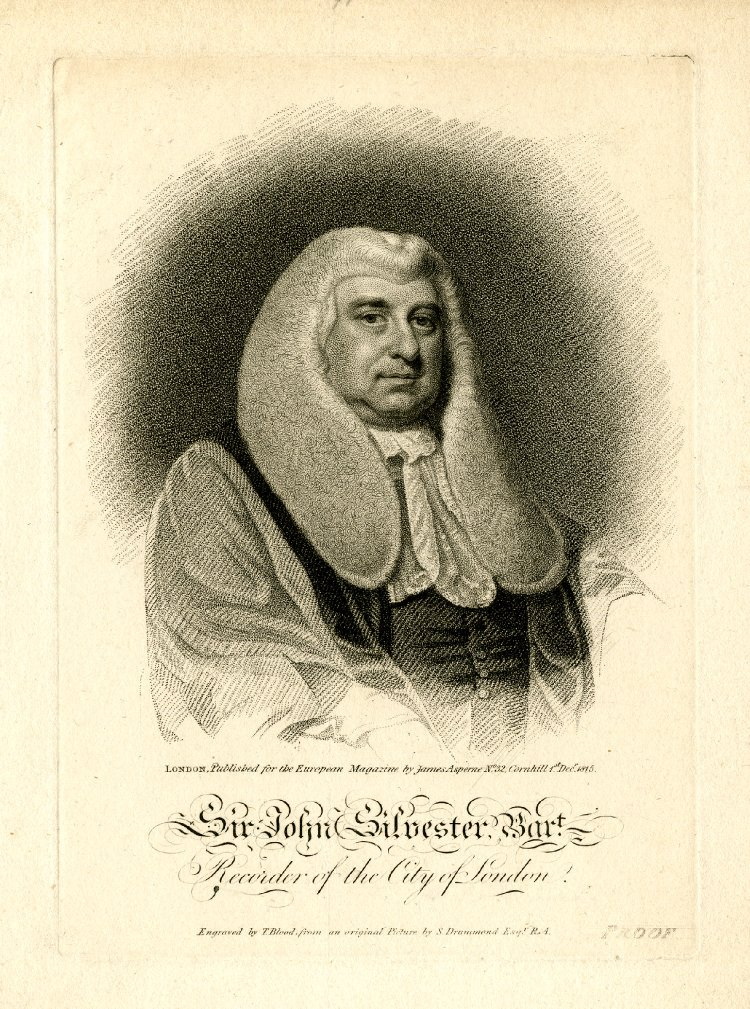
Sir John Silvester c.1815

ジョン・シルベスタ（Sir John Silvester、1745年9月7日-1822年3月30日）はイギリスの法律家・弁護士で、1790年から1803年までロンドン特任裁判官（Common Serjeant of London (英語版)）、1803年から1822年の死去まで、イングランド及びウェールズ中央刑事裁判所（オールドベイリー (英語版)) の上級裁判官であるレコーダー・オブ・ロンドン (英語版) 。

## 生涯
ロンドン北東部、チングフォードのヤードリーハウスで生まれた  。父は医学博士で王立協会フェローのジョン・バプティスト・シルベスタ卿（1789年没）で、彼はオーストリア継承戦争の間カンバーランド公の下、従軍した。
1753年、8歳のときマーチャント・テイラーズ・スクールに入学。このときの校長は劇作家のジェームズ・タウンリー牧師で、その教育方針から演劇活動に参加し、1761年にはおおとかげの役を演じた。1764年にオックスフォード大学セント・ジョンズ・カレッジに入学、1771年に学士号を取得後イングランド及びウェールズ中央刑事裁判所で法廷弁護士として活動を始める 。
コモン・ロー裁判所に所属し、1790年にロンドン特任裁判官に選出された。1803年にジョン・ウィリアム・ローズ卿の死にともないオールドベイリーの上級裁判官に任命される。辛口で厳格な裁判官として知られた  :150 。
1780年に王立協会フェローに選出、1804年にロンドン考古協会フェロー、ロンドン市サザーク区のスチュワード職（執事）に任命される。ロンドン市中立裁判所長官。1814年に準男爵に叙爵  、1818年にオックスフォード大学の民法学博士。
シルベスタは2度結婚したが子は無かった。1822年の彼の死により爵位は彼の甥フィリップ・シルベスタ海軍大尉に継承された。彼の遺体はブルームズベリー・スクウェアの自宅からエセックス、チングフォードのオール・セイント教会に運ばれ、家族とともに埋葬された。彼の胸像がロバート・ウィリアム・シビエーにより制作され、オールド・ベイリーに展示された後マンション・ハウスに移された  。彼のレコーダー・オブ・ロンドンの役職は、ニューマン・ノウリーズにより承継された。